# Бркица
Бркица (лат. Barbatula barbatula) је слатководна риба, са дугачким пљоснатим телом, а мала уста су јој окружена брчићима - осетљивим длачицама - и припада фамилији Balitoridae.
- Локални називи: слиз, бабица

## Опис и грађа
Бркица је изгледом, захваљујући развијеним брчићима, доста необична риба. Глава је, одозго, нешто спљоштена, а брчићи јој се налазе око уста, и то четири на врху рила, а два у угловима уста. Пеге, које својим шарама подсећају на мермер, формирају попречне пруге дуж сивог тела. На перајима има тамне пеге. За разлику од других, европска бркица нема крљушт и дужина је од 7 до 11 cm.. 

## Навике, станиште, распрострањеност
Бркица је широко распрострањена риба која обитава у свим европским водама. Дан проводи сакривена међу камењем и шљунком, а захваљујући својој способности камуфлаже често се не види у бистрим потоцима са шљунковитим дном, незагађеним потоцима и рекама. Ноћу излази из свог склоништа у потрази за храном.
У водама Србије живе три подврсте ове врсте.

## Размножавање
Бркица у периоду мрешћења, добија квржице по телу, а то се односи и на мужјаке и женке. Мресте се у пролеће и у току лета, а женка полаже – причвршћује лепљива јаја за водене биљке или песак. Плодност је до 6 000 јаја. Млади се хране ситним организмима дна. 